# Floorfilla
Floorfilla ist ein italienisches DJ-Duo, bestehend aus den beiden Produzenten Gabriele Cerlini (alias DJ Cerla) und Maurice Bale Mondonga (alias Momo B).

## Karriere
1997 gründeten die italienischen DJs und Produzent Gabriele Cerlini und Elvio Moratto gemeinsam mit dem aus Ghana stammende Produzenten Maurice Bale Mondonga das Trio Floorfilla und feiern bis heute weltweit Erfolge im Bereich der Dance-Musik. Jedoch verließ bereits im Jahre 1998, nach der ersten Single Anthem #1, Mitglied Moratto die Gruppe.
Ihre größten Hits hatte das Duo von 1999 bis 2004, aus diesen Jahren stammen auch die beiden Alben United Beatz of Floorfilla (2000) und Le Voyage (2002). Chartplatzierungen erreichte das Duo in Frankreich, Italien, Deutschland, der Schweiz und Österreich. Viele Veröffentlichungen wurden über das deutsche Dance-Label ZYX Music veröffentlicht.
Nachdem es ab 2004 ruhig um das Duo wurde, kehrten sie in den Jahren 2013 und 2014 mit den Liedern Just Another Night in Zusammenarbeit mit dem deutschen DJ Manian (Cascada, R.I.O., Twoloud) und One Heart gemeinsam mit dem deutschen Trio ItaloBrothers, erstmals wieder die französischen Single-Charts zurück.

## Diskografie

### Studioalben
| Jahr | Titel                      | Höchstplatzierung, Gesamtwochen, AuszeichnungChartplatzierungen (Jahr, Titel, Platzierungen, Wochen, Auszeichnungen, Anmerkungen) | Höchstplatzierung, Gesamtwochen, AuszeichnungChartplatzierungen (Jahr, Titel, Platzierungen, Wochen, Auszeichnungen, Anmerkungen) | Höchstplatzierung, Gesamtwochen, AuszeichnungChartplatzierungen (Jahr, Titel, Platzierungen, Wochen, Auszeichnungen, Anmerkungen) | Höchstplatzierung, Gesamtwochen, AuszeichnungChartplatzierungen (Jahr, Titel, Platzierungen, Wochen, Auszeichnungen, Anmerkungen) | Höchstplatzierung, Gesamtwochen, AuszeichnungChartplatzierungen (Jahr, Titel, Platzierungen, Wochen, Auszeichnungen, Anmerkungen) | Anmerkungen |
| Jahr | Titel                      | DE | AT | CH | IT | FR | Anmerkungen |
| ---- | -------------------------- | --- | --- | --- | --- | --- | ----------- |
| 2000 | United Beatz of Floorfilla | — | — | — | — | FR34 (15 Wo.)FR |             |
| 2003 | Le Voyage                  | — | AT61 (2 Wo.)AT | — | — | — |             |

Alben ohne Chartplatzierungen
- 2000: The Dancers in the Arena of Floorfilla (Guangdong Sky Music)
- 2003: Floorfilla Vs Dj Cerla (VMP)
- 2004: Re-Fill (auch DVD, ZYX Music)

### Kompilationen
- 2001: Mix Nation (2CD, DJ Mix, ZYX Music)
- 2002: Floorfilla vs Embargo – Technoclash (CD, Sony Music Media)
- 2003: Floorfilla vs. Pulsedriver – The Battle of the DJs (2CD, ZYX Music)
- 2006: Greatest Hits (ZYX Music)
- ????: The Best of Floorfilla (Arga Record)

### Singles
| Jahr | Titel Album                                            | Höchstplatzierung, Gesamtwochen, AuszeichnungChartplatzierungen (Jahr, Titel, Album, Platzierungen, Wochen, Auszeichnungen, Anmerkungen) | Höchstplatzierung, Gesamtwochen, AuszeichnungChartplatzierungen (Jahr, Titel, Album, Platzierungen, Wochen, Auszeichnungen, Anmerkungen) | Höchstplatzierung, Gesamtwochen, AuszeichnungChartplatzierungen (Jahr, Titel, Album, Platzierungen, Wochen, Auszeichnungen, Anmerkungen) | Höchstplatzierung, Gesamtwochen, AuszeichnungChartplatzierungen (Jahr, Titel, Album, Platzierungen, Wochen, Auszeichnungen, Anmerkungen) | Höchstplatzierung, Gesamtwochen, AuszeichnungChartplatzierungen (Jahr, Titel, Album, Platzierungen, Wochen, Auszeichnungen, Anmerkungen) | Anmerkungen                      |
| Jahr | Titel Album                                            | DE | AT | CH | IT | FR | Anmerkungen                      |
| ---- | ------------------------------------------------------ | --- | --- | --- | --- | --- | -------------------------------- |
| 1998 | Anthem #1 United Beatz of Floorfilla                   | — | — | — | — | FR45 (11 Wo.)FR |                                  |
| 1999 | Anthem #2 United Beatz of Floorfilla                   | DE71 (7 Wo.)DE | — | — | — | FR9 (17 Wo.)FR |                                  |
| 1999 | Anthem #3 United Beatz of Floorfilla                   | DE61 (5 Wo.)DE | AT39 (2 Wo.)AT | — | IT24 (1 Wo.)IT | FR16 (19 Wo.)FR |                                  |
| 2000 | Anthem #4 United Beatz of Floorfilla                   | DE68 (4 Wo.)DE | AT17 (12 Wo.)AT | — | IT23 (4 Wo.)IT | FR28 (21 Wo.)FR |                                  |
| 2000 | Technoromance United Beatz of Floorfilla               | DE75 (2 Wo.)DE | AT48 (7 Wo.)AT | — | — | — |                                  |
| 2001 | Anthem #5 (Enter The Arena) United Beatz of Floorfilla | DE87 (3 Wo.)DE | AT12 (16 Wo.)AT | — | IT41 (1 Wo.)IT | FR37 (19 Wo.)FR |                                  |
| 2001 | Italodancer / The Hypno! United Beatz of Floorfilla    | DE79 (4 Wo.)DE | AT33 (11 Wo.)AT | CH98 (1 Wo.)CH | — | FR9 (17 Wo.)FR |                                  |
| 2001 | Megamix United Beatz of Floorfilla                     | DE62 (8 Wo.)DE | AT14 (16 Wo.)AT | — | — | FR19 (14 Wo.)FR |                                  |
| 2002 | Le Délire United Beatz of Floorfilla                   | DE64 (6 Wo.)DE | AT13 (19 Wo.)AT | — | — | FR35 (11 Wo.)FR |                                  |
| 2002 | Sister Golden Hair Le voyage                           | DE64 (6 Wo.)DE | AT33 (7 Wo.)AT | — | — | FR55 (9 Wo.)FR |                                  |
| 2002 | Sex Is Danger Le voyage                                | — | AT42 (6 Wo.)AT | — | — | — |                                  |
| 2002 | Anthem #6 Le voyage                                    | — | AT19 (9 Wo.)AT | — | — | — |                                  |
| 2004 | Gigamix                                                | — | AT44 (6 Wo.)AT | — | — | — |                                  |
| 2004 | Kosmiklove Le voyage                                   | — | AT36 (5 Wo.)AT | — | — | — |                                  |
| 2006 | Cyberdream                                             | — | AT75 (1 Wo.)AT | — | — | — |                                  |
| 2013 | Just Another Night (Anthem 4)                          | — | — | — | — | FR59 (7 Wo.)FR | mit Manian                       |
| 2015 | One Heart                                              | — | — | — | — | FR57 (13 Wo.)FR | mit ItaloBrothers feat. P. Moody |

Singles ohne Chartplatzierungen
- 2000: The Anthems Collection (12’’)
- 2000: Le son de Floorfilla
- 2001: Cokemon (Cokane Monsterz)
- 2001: A Night in Europe
- 2001: Jump India
- 2003: Anthem #6 (Cassez la Boite)
- 2005: Disco:Roller
- 2005: Komputermelody
- 2006: Sister Golden Hair (The Remixes)
- 2007: Italia 2007 EP
- 2007: iPOwer! (12’’ vs.  Rob Mayth)
- 2008: Chris Van Dutch Meets Floorfilla – India Jumps